# هوغو بايز
هوغو بايز (بالإسبانية: Hugo Báez)‏ هو لاعب كرة قدم ومدرب كرة قدم باراغواياني في مركز ظهير ‏، ولد في 24 يوليو 1983 في أسونسيون في باراغواي. لعب مع أوليمبيا أسونسيون وسسكا صوفيا.

## وصلات خارجية
- هوغو بايز على موقع قاعدة بيانات كرة القدم.إي يو (الإنجليزية)
- هوغو بايز على موقع Soccerway.com (الإنجليزية)